# Carsten Stark

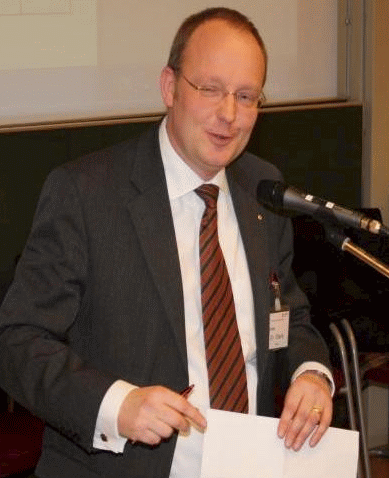
Carsten Stark, 2020

Carsten Stark (* 1966 in Bad Homburg vor der Höhe) ist ein deutscher Soziologe. Er beschäftigt sich vor allem mit Fragen der politischen Soziologie und der praktischen Bekämpfung von Korruption. Er ist Professor an der Hochschule Hof und leitet dort den Studiengang Wirtschafts- und Organisationssoziologie. Zudem ist er Vorstandsvorsitzender des Institutes für Korruptionsprävention e.V. und war bis 2024 Vorsitzender des Berufsverbandes Deutscher Soziologinnen und Soziologen e.V.

## Leben
Stark studierte von 1988 bis 1993 Soziologie, Politikwissenschaft und Geschichte an der Philipps-Universität Marburg. Im Anschluss war er wissenschaftlicher Mitarbeiter am Lehrstuhl für allgemeine und theoretische Soziologie der Friedrich-Schiller-Universität Jena sowie an der Heinrich-Heine-Universität Düsseldorf und der Otto-Friedrich-Universität Bamberg. An der Universität Bamberg promovierte Stark 1998 bei Richard Münch zum Dr. rer. pol. und arbeitete danach als wissenschaftlicher Assistent an der Fakultät für Sozial- und Wirtschaftswissenschaften. 
Von 2003 bis 2011 absolvierte Stark die Beamtenlaufbahn des höheren nichttechnischen Verwaltungsdienstes des Freistaates Bayern (zuletzt als Regierungsdirektor).
2011 habilitierte sich Stark an der Universität Siegen und erhielt die Lehrbefähigung für das Fach Soziologie. Bis 2013 war er danach als Professor für Soziologie und Politikwissenschaft an der Hochschule für Polizei und öffentliche Verwaltung Nordrhein-Westfalen und als Privatdozent an der Universität Siegen beschäftigt. Seit 2013 ist Stark Professor an der Hochschule für angewandte Wissenschaften Hof.
Neben seiner Lehrtätigkeit in Deutschland verbrachte er mehrere Semester als Gastdozent an verschiedenen ausländischen Universitäten, darunter die Weber State University in Ogden (USA), die Bifröst University in Island und die Jagiellonen-Universität in Krakau (Polen).

## Schriften (Auswahl)
- Die blockierte Demokratie. Kulturelle Grenzen der Politik im deutschen Immissionsschutz. Nomos, Baden-Baden 1998, ISBN 978-3789057458.
- Modernisierung. Einführung in die Lektüre klassisch soziologischer Texte (zusammen mit C. Lahusen). Oldenbourg, München 2000, ISBN 978-3486253351.
- Democracy at Work. A Comparative Sociology of Environmental Regulation in the United Kingdom, France, Germany, and the United States. (Zusammen mit R. Münch u. a.) Praeger, Westport, London 2001, ISBN 978-0275968403.
- Kontingenz und Ambivalenz. Am Beispiel des bioethischen Diskurses zur Stammzellenforschung in Deutschland. Wiesbaden, Springer VS 2014, ISBN 978-3658032005.
- Korruptionsprävention. Klassische und ganzheitliche Ansätze. Gabler, Springer, Heidelberg 2017, ISBN 978-3-658-06313-9.
- Organizational Integrity. Individual Misconduct and the Legal Structure of Society. Cham, Springer International 2018, ISBN 978-3-319-94086-1.
- Nations Divided and the Moderating State. Tredition, Hamburg 2019, ISBN 978-3749714636.
- Die Digitalisierung des Politischen. Theoretische und praktische Herausforderungen für die Demokratie. (zusammen mit A. Wagener), Wiesbaden, Springer VS 2023, ISBN 978-3-658-38267-4.

Schriftenverzeichnis / Vita